# アンナ・ラングフュス
アンナ・ラングフュス（Anna Langfus; 1920年1月2日 - 1966年5月12日）はポーランドに生まれ、フランスで活躍した小説家、劇作家。活動期間は短く、46歳で急死するまでの5年ほどの間にホロコースト体験を描いた小説『塩と硫黄』、『砂の荷物』、『飛べ、バルバラ』の3作を発表。『砂の荷物』は1962年ゴンクール賞を受賞し、世界15か国語に翻訳された。

## 生涯

### 背景
アンナ・ラングフュスは1920年1月2日、ルブリンの裕福な商人（穀物仲買人）モーシュ・シュテルンフィンケルとマリア・シュテルンフィンケル（旧姓ヴァインベルク）の一人娘アンナ・レジーナ・シュテルンフィンケルとして生まれた。ルブリンは戦前、ユダヤ人が人口の約半数を占める都市であったが、ナチス・ドイツのラインハルト作戦（ユダヤ人大量虐殺作戦）により、ベウジェツ強制収容所、ソビボル強制収容所、またはトレブリンカ強制収容所に移送され、殺害された。ラングフュスの祖父母は父方・母方とも敬虔なユダヤ教徒で、父方はハシディズムの家系であったとされる。

### 教育
1921年に創設されたばかりの公立の女子中等教育機関（ギムナジウム）「ルブリン連合中等教育学校」で非宗教的な教育を受けた。同窓生に作家アンナ・カミエンスカ (1920-1986)、ユリア・ハルトヴィク (1921-2017) がいる。ラングフュスは15歳の頃から、若者向けの雑誌『フィロマタ』に詩や短編を発表していた。
1938年、18歳で同じ地区に住む裕福な商家の息子ヤクブ・ライスと結婚した。当時の慣習に従い、早い結婚であった。同年、二人はベルギーに移住し、ヴェルヴィエの理工系高等教育機関で学んだ。ラングフュスは数学を専攻した。

### 第二次世界大戦
1939年9月1日、ドイツ軍がポーランドに侵攻し、次いでロシア軍からも侵攻を受けた。ラングフュスが夫とともに休暇でルブリンに戻っているときであった。ルブリンはドイツ軍に占領され、二人はしばらく両親のもとに留まったが、1942年に一家でワルシャワに逃亡した。ワルシャワ・ゲットーに隔離されたが、夫とともに「アーリア」区へ、さらに市の北部に逃れ、対独抵抗運動（ポーランドの反独闘争）に参加した。ラングフュスの両親はゲットーで殺害されたか、または強制収容所に移送された後に死亡したとされる。対独抵抗運動で国内軍の諜報活動を行っていたラングフュスは何度もゲシュタポに逮捕され、拷問を受けた。ノヴィ・ドヴル・マゾヴィエツキの刑務所に収監された夫は処刑され、ラングフュスはプウォツクの政治犯刑務所に送られた。1945年、ロシア軍により解放された。

### 渡仏
肉親をすべて失ったラングフュスは、しばらくルブリンで演劇を学んだ後、翌1946年に渡仏を決意した。当初はリュエイユ＝マルメゾン（イル＝ド＝フランス地域圏、オー＝ド＝セーヌ県）のユダヤ人の孤児院で数学を教えた。1948年、10歳年長のアーロン・ラングフュスと結婚し、同年に第一子マリアが生まれた。一家はパンタン（イル＝ド＝フランス地域圏、セーヌ＝サン＝ドニ県）に住み、やがてサルセル（イル＝ド＝フランス地域圏、ヴァル＝ドワーズ県）に越した。アーロンは同じユダヤ系ポーランド人で、すでにポーランドにいた頃からの知り合いであった。二人はポーランド語のほか、フランス語、イディッシュ語、ドイツ語、英語を話したが、家庭では主にフランス語であった。
渡仏後も演劇を勉強し、ユダヤ人雑誌『ラルシュ』（方舟）に評論を発表した。1953年に最初の戯曲『忌み嫌われた者』を執筆し、1956年にサッシャ・ピトエフ監督によりアリアンス・フランセーズ劇場で上演された。なお、ラングフュスはこの作品のほか4作の戯曲（『アモス ― 偽りの経験』、『報酬』、『至福の夜』、『最後の証人』）を執筆したが、いずれも未刊行である。
1959年、フランスに帰化。
1960年に最初の小説『塩と硫黄』を発表し、スイスのシャルル・ヴェイヨン文学賞（フランス語部門）を受章した。
1962年に発表した第二作『砂の荷物』は同年、ゴンクール賞を受賞し、世界15か国語に翻訳された。ラングフュスは、エルザ・トリオレ（1944年）、ベアトリ・ベック（1952年）、シモーヌ・ド・ボーヴォワール（1954年）に次ぐ4人目の女性受賞者である。
1965年に第三作『飛べ、バルバラ』を発表。
1966年、心筋梗塞で死去、享年46歳。第四作を執筆中であった。

## 著作活動・主題

### 主題
ラングフュスはホロコースト文学を代表する作家の一人である。彼女の作品はすべて、第二次世界大戦中のポーランドにおけるユダヤ人大量虐殺、とりわけ、一人のユダヤ人として経験した恐怖、逃亡、収監、拷問、肉親の死について語ったものだが、生還者による記録、証言に留まらず、これを初めて文学的に再構成した作家（少なくともフランスの作家）の一人とされる。作家のエルヴェ・ベルは、ホロコースト体験を小説に昇華するというラングフュスのこの試みを、大量虐殺という普遍性・客観性と一ユダヤ人の内的真実を包括的に描き出そうとする試みであり、記憶の継承に留まらない、小説による「記憶の再構成」であるとしている。彼女は特にホロコースト生還者の苦しみ、すなわち、彼女が「戦争病」と名付けた戦争後遺症（戦闘ストレス反応）に通じる精神状態を描いている。東欧史、特にポーランド史を専門とする歴史学者・政治学者で在ポーランド仏大使館の文化顧問を務めたジャン＝イヴ・ポテルは、これを強制収容所での死だけでなく、恐怖、飢え、病気、隔離、迫害、殺害といった「数年に及ぶ緩慢な死」と定義している。

### 『忌み嫌われる者』(1956)
アウシュヴィッツ生還者のサムとキリスト教徒の妻レナの対立、相互の無理解を通して、ホロコーストで300万人にのぼる最大の被害者を出したカトリックの国ポーランドにおけるユダヤ人とポーランド人の関係を描いている。ポーランドではナチス・ドイツによるユダヤ人大量虐殺などの戦争犯罪について、ポーランドが加担したと批判することを違法とする法案を可決するなど、現在もなお論争を呼んでいるが、これはラングフュスが繰り返し扱っているテーマの一つである。

### 『塩と硫黄』(1960)
次作『砂の荷物』と共通の主人公マリアは作者ラングフュスの分身であり、また、「マリア」はゲットーまたは強制収容所で亡くなった彼女の母の名前であり、娘の名前でもある。本作品は、ワルシャワ・ゲットーに隔離されたユダヤ人女性とその夫が、逃亡中にポーランド人の裏切りに遭い、スパイ容疑で逮捕され、ユダヤ人であることを認めた夫は処刑され、対独抵抗運動家であったマリアはゲシュタポにより刑務所に収監されるといった、ラングフュスの戦争体験に基づく自伝的な小説である。本書には（ワルシャワ・ゲットーからトレブリンカ強制収容所に移送するユダヤ人を集めた）ウムシュラークプラッツ（集荷場）の様子も描かれている。ルブリン地区親衛隊・警察の統括責任者オディロ・グロボクニクのもと、この大規模移送の準備を命じられたのはアダム・チェルニャクフのユダヤ人評議会であった。マリアは、ウムシュラークプラッツの監視に当たっていたユダヤ人警察官に助けられ、無事、両親のもとに帰りつくが、これがゲットー脱出の契機になっている。書名の「塩と硫黄」は、次の『申命記』29章23節によるものであり、「ユダヤ人に対する憎悪、人間の残虐性、人間の道徳や尊厳の崩壊」を暗示している。

### 『砂の荷物』(1962)
書名「砂の荷物」は、アンドレ・ブルトンの詩集『白髪の拳銃』の冒頭の詩「薔薇色の死」の最後の一節によるものである。
本作品は『塩と硫黄』の続編であり、主人公マリアは戦後、人生を立て直すために故国ポーランドからフランスに移住する。だが、「戦争病」に苦しみ、生きる力、闘う力を見出すことができないまま、愛する人々の亡霊に取り憑かれ、現実と非現実のあわいに生き、外界に対して無関心になっていく。南仏で出会った子どもたちに束の間の安らぎを見出すが、嫌われていた少女が自殺したことで、生死を選ぶことのできない自分の臆病さに気づき、再び「希望と絶望の狭間の無人地帯」をさまよい続ける。
同年のゴンクール賞を受賞したこの作品は、マックス＝ポル・フーシェ、クロード・ロワ、ジョゼ・カバニス、ルイ・ギユー、クララ・マルローをはじめとして多くの作家・評論家から書評が寄せられた。

### 『飛べ、バルバラ』(1965)
主人公は男性だが、再びフランスを舞台とし、テーマも前作と共通する。ユダヤ系ポーランド人のミシェルは娘に似ている少女を拉致してドイツから逃亡し、人生を再建しようとするが、過去から逃れられず、結局、新しい生活を築くことができないまま、バルバラをドイツに返し、ドイツ人を銃殺した後、自殺する。前二作と同様に、主人公は生還したことに対する罪悪感を軽減させることも、生きる力を回復することもできない。

## 再評価
ラングフュスの作品が故国ポーランドで翻訳・出版されたのは、没後半世紀以上を経た2008年のことである。フランスでもいったんは忘れ去られた作家であったが、1980年代に新しい世代のユダヤ人により再評価され、ペーパーバック版が出版された。ジャン＝イヴ・ポテルは、在ポーランド仏大使館の文化顧問に就任した2005年から現地の学生や古文書保管人らとともに資料収集にあたり、ポーランドでの出版に尽力し、さらに2014年にラングフュス再評価のきっかけとなった評伝『アンナ・ラングフュスの失踪』を発表した。彼は、ラングフュスが読まれなくなった理由を、ホロコースト生還者より対独レジスタンスの闘士の方が注目を浴びるようになったからであると分析する。
ラングフュスは1953年頃から執筆活動を始めたが、「1946年の渡仏時にはほとんどフランス語がわからなかった」と言う一方で、「フランス語を愛しているし、フランス語で書くと気が楽になる」と、最初からフランス語で執筆し、ポーランド語の原稿は残っていない。彼女は、「ポーランドとはほとんど何のつながりもない」と話していたという。1954年の最初のフランス帰化申請の際にも、申請書に「今後もフランスに生き、愛するフランス語で劇作家としての仕事を続けたい。また、子どもをフランスで育て、フランスの文化と精神を伝えたい」と書いていた。ポテルによると、ポーランド人移民が母語を捨てるのは極めてまれなことであり、戦前から1960年代までにフランスに移住したポーランド人は、フランス語のほかイディッシュ語とポーランド語を話し、1968年以降は、イディッシュ語はすたれ、ポーランド語のみ話し、次世代に伝えているという。ポテルは、こうした状況を考えると、ラングフュスの母国を捨てる決意、言い換えるなら、「書くことによって『生きている人々との絆を回復し』、人生をやり直そう」という決意がいかに固いものであるかがわかるとし、ラングフュスの次の言葉を引用している。
ポテルは、故国・母語を捨て、フランス・フランス語で人生を立て直そうというこのラングフュスの試みは失敗に終わったとし、ラングフュスの文学の本質は、こうしたホロコースト生還者の故国喪失・自己喪失、その苦しみを描き、伝えたことにあると結論付けている。

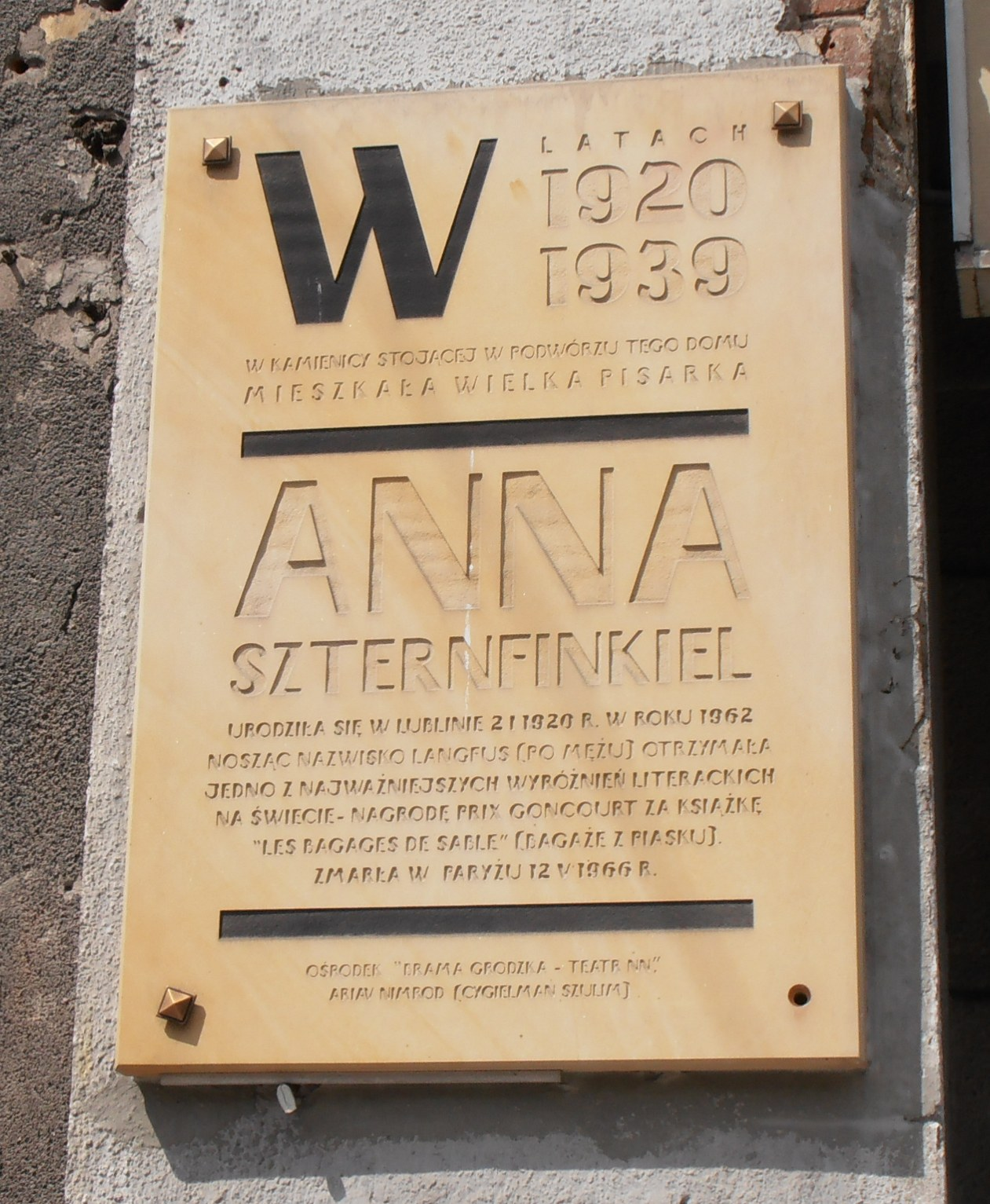
ラングフュスの生家の銘板

死の数か月前に、アシェット社のシリーズ「天才と現実」（全9巻）の第8巻「ショパン」に「死を前にした音楽家」と題する文章を寄せている。これは、ショパンが1830年に故国ポーランドを後にするときに語った言葉「まるで死出の旅に出るようだ」を引用し、彼の死について「一人称で」語った小説的な作品である。
2008年、ルブリンの文化施設「グロツカ門・NN劇場」により、ラングフュスの生家に銘板が設置された。銘板には、「偉大な作家アンナ・シュテルンフィンケルは、1920年から1939年までこの館の中庭の一画にある建物に住んでいた。1920年1月2日にルブリンに生まれ、1962年に（夫の姓である）ラングフュスとして、『砂の荷物』により、世界で最も重要な文学賞の一つであるゴンクール賞を受賞した。1966年5月12日にパリで死去した」と刻まれている。
2014年、ポテルの評伝出版を機に、パリ3区のマルグリット・オードゥー市立図書館でラングフュスの回顧展が行われた。
2016年、サルセルに設立されたアンナ・ラングフュス図書館の正面の壁に、マルティニーク出身の詩人エメ・セゼールとグアドループ出身の政治家ジャン＝ピエール・パセ＝クートランの肖像が描かれたのを機に、図書館の名称を変更することになり、抗議運動が起こった。この結果、同図書館は現在もアンナ・ラングフュス図書館である。

## 著書

### 小説
- Le Sel et le soufre (砂と硫黄), Gallimard, 1960 – シャルル・ヴェイヨン文学賞.
- Les Bagages de sable, Gallimard, 1962 – ゴンクール賞.
  - 『砂の荷物』村上光彦訳、晶文社、1974年。
- Saute, Barbara (飛べ、バルバラ), Gallimard, 1965.

### 未刊行の戯曲
- Les Lépreux (忌み嫌われた者), 1956.
- Amos ou les fausses expériences (アモス ― 偽りの経験), 1963.
- La Récompense (報酬)
- La Nuit de félicité (至福の夜)
- Le Dernier témoin (最後の証人)

## 参考資料
- Jean-Yves Potel, « La Pologne d’Anna Langfus », Bulletin du Centre de recherche français à Jérusalem (22), le 31 décembre 2011.
- Jean-Yves Potel, Les disparitions d'Anna Langfus, Les éditions Noir sur blanc, 2014 -  Préface / Une jeunesse rangée - Noir sur blanc.
- Anna Langfus z d. Szternfinkiel (1920-1966) - Leksykon - Teatr NN.
- Anna Langfus, Jewish Women's Archive.
- Hervé Bel, « Les Ensablés - Le sel et le soufre d'Anna Langfus (1920-1966), l'holocauste, sujet de roman? » - ActuaLitté.